# Даринка Стојиљковић
Даринка Дара Стојиљковић (Бањалука, 2. јун 1936) српска је глумица и песникиња.
Детињство провела у Оточцу. Учитељску школу завршила у Крушевцу. У Београду дипломирала глуму у класи професора Мате Милошевића 30. маја 1960. године улогом Жаклине у испитној представи „Жак или покоравање“ Ежена Јонеска. Апсолвирала је југословенску књижевност на Филозофском факултету у Београду.

## Позоришна каријера
Позоришну каријеру почиње одмах по дипломирању у Народном позоришту у Нишу, где је остварила низ запажених улога:
Учесник (Ратко Сарић, Нушићева ревија 1930, 1961), Зинка (Алексеј Николајевич Арбузов, Иркутска прича,1961), Ема (Миленко Мисаиловић, Враголанка није ђаво, 1961), Елза Фаншо (Роџер Магдугал и Тед Алан, Двоструко лице, 1962), Звезда Даница (Војислав Станковић, Месец и пас, 1962), Генче (Стеван Сремац, Ивкова слава, 1962), Мице Кудлих, звана „Граничарка” (Карл Цукмајер, Часовник откуцава један,1962), Маришака (Бранислав Нушић, Мистер Долар,1962), Мирина (Аристофан, Лисистрата,1962), Ћерка генералног директора, Ева (Ханс Шуберт, Најбоља препорука, 1963), Васка (Стеван Сремац, Зона Замфирова,1963), Роза (Александар Ривемал, Резервиста, 1963), Катарина (Роберт Томас, Клопка за осам беспомоћних жена,1963), Оља (Алексеј Николајевич Арбузов, Тања, 1964), Маус (Брендан Биен, Талац, 1964), Улесник (Владимир Булатовио Виб, Будилник, 1965), Мицика, собарица (Мирослав Крлежа, На рубу памети, 1965), Марија (Јован Стерија Поповић, Лажа и паралажа, 1965), Коца (Борисав Станковић, Коштана, 1965), Милева (Александар Поповић, Крмећи кас, 1965), Анка (Браслав Борозан, Шта то радиш, Олга?.
Улога Милеве у представи „Крмећи кас“ Александра Поповића доноси јој ангажман у „Камерном театру 55“ у Сарајеву, где је током 26 година рада стекла статус првакиње и доживела пуну афирмацију на простору бивше Југославије. У „Камерном тетару 55“ из Сарајева одиграла је бројне улоге:
Хелен (Мјуриел Шизгал, Љубав, 1966), Миријам (Рене Обалди, Вјетар у гранама сасафраса, 1967), Извођач (Колектив, Рецитал револуционарне поезије, 1968), Една (Едвард Олби, Деликатна равнотежа, 1968), Даница (Миодраг Жалица, Пас који пјева, 1968), Аница (Сеад Фетахагић, Знам за јадац, 1969), Лидија Балабан, адвокатска приправница (Ђорђе Лебовић, Усамљена гомила, 1969), Госпођица Феј (Џон Ортон, Пљачка, 1969), Дадиња (Станислав Игнаци Виткијевич, Водена кока, 1970), Клеа (Петер Шефер, Мрачна комедија, 1970), Варја Иволгин (Ф. М. Достојевски, Идиот, 1970), Емили Помел (Роже Витрак, Виктор или Дјеца на власти, 1970), Луција (Дејвид Мерсер, Белчерова срећа, 1971), Виола (Виљем Шекспир и Гинтер Дајке, Илирски броофоломници или Како хоћете, мјузикл 1972), Анђе (Омелија) (Иво Брешан, Незапамћена представа Хамлета у селу Мрдуша доња – опћине Блатуша, 1972), Ева (Мирослав Крлежа, Игра парки, 1973), Бани (Џон Гвер, Кућа плавог лишћа, 1973), Марица (Влахо Стулић, Кате Капуралица, 1974), Мартирио (Ф. Г. Лорка, Дом Бернарде Албе, 1975), Госпођа (Жан Жене, Служавке, 1976), Вјереница (Аугуст Стриндберг, Сабласна соната, 1976), Катарина (Мајка и Краљица) (Витолд Гомбрович, Вјенчање, 1977), Критичар (Иван Фогл, Маске, 1978), Мајка (Тадеуш Ружевич, Бијели брак, 1978), Народ (Јевгениј Шварц, Змај, 1979), Извођач (Рецитал, Тито – симбол наших победа, 1979, Сребрна колајна на XIII Фестивалу монодраме и пантомиме у Земуну 12. јуна 1980), Учитељица (Душан Јовановић, Карамазови, 1980, Учешће на Стеријиним позоришним играма у Новом Саду), Клара (Томас Бернхард, Пред пензионисањем, 1980), Драгица (Миливоје Мајсторовић, Сиротице, 1981), Соња (Горан Стефановски, HI – FI, 1982), Хелга (Франц Ксавер Крец, Ни риба ни месо, 1982), Крстина (Милица Новковић, Брисан пут, 1982), Извођач (Бертолд Брехт, Бубњеви у ноћи,1983), Грета Зонтаг или Љубав Тихонова (Јордан Плевнеш, Македонско стање - Mazedonische Zustände, 1984), Мајка (Рајнер Вернер Фасбиндер, Бременска слобода, 1984), Извођач (Самостални ауторски пројекат КРИК, сценски избор поема и сонета Скендера Куленовића, 1984), Извођач (Самостални ауторски пројекат И јутро мину, сценски избор поезије Рабиндраната Тагоре, 1985), Една Клајн (Марк Медолф, Дјеца нижег бога, 1985), Франческина (Душан Јовановић, Живот провинцијских плејбоја након Другог свјетског рата, 1986), Зузана (Вацлав Хавел, Lárgo desoláto, 1987), Извођач )Ауторски пројекат, Аамоће и љубави, лјубавна поезија Бисере Аликадић, 1987), Настојница дизајнерка, Дама –зубарка крчмарица (Еден фон Хорват, Дон Жуан се враћа из рата, 1988), Булиса (Исак Самоковлија, Плава јеврејка, 1988), Клара (Ингмар Вилквист, Ноћ Хелвера, 2004), Часна сестра Маријета (Артур Милер, Поглед с моста, 2007), Мајка (Албер Ками, Неспоразум, 2008), Вини (Самјуел Бекет, Срећни дани, 2010
Каријеру заокружује улогом Марије Хосефе у представи „Дом Бернарде Албе“ Ф. Г. Лорке у Народном позоришту Републике Српаске, за коју добија Специјалну награду за глумачко остварење на Међународном фестивалу Театарфест у Добоју, те јубиларном прославом и промоцијом монографије у Бањалуци и Сарајеву. Том приликом је завештала Музеју Републике Српске у Бањалуци као и Музеју књижевности и позоришне умјетности у Сарајеву 17. септембра 2007, део своје уметничке оставштине као Легат Даре Стојиљковић. А улогом Вини у „Срећним данима“ Самјуела Бекета прославља 50 година уметничког рада на сцени у Бањалуци.
На Академији умјетности у Бањалуци предавала је једно време предмет Дикција − сценски говор
Играла је у филмовима: Ребус, 1985; Ја сам старински ормар, 1986; Штрајк у ткаоници ћилима, 1986; Dreams from box или Femina refugita, 2003, (краткометражни филм), Ријечи, 2006 (краткометражни филм ).
Објавила је десетак збирки песама.

## Филмографија
|             | 1970 | 1980 | Укупно |
| ----------- | ---- | ---- | ------ |
| ТВ филм     | 1    | 2    | 3      |
| ТВ серија   | 1    | 0    | 1      |
| Кратки филм | 0    | 1    | 1      |
| Укупно      | 2    | 3    | 5      |

| Год.     | Назив                            | Улога \|- style="background: Lavender; text-align:center; " | 1970.-те | 1970.-те | 1970.-те | 1970.-те |
| 1972.    | Мртво лишће ТВ филм              | /                                                           |          |          |          |          |
| 1973.    | Опасни сусрети ТВ серија         | /                                                           |          |          |          |          |
| 1980.-те |                                  |                                                             |          |          |          |          |
| 1985.    | Ребус Кратки филм                | /                                                           |          |          |          |          |
| 1986.    | Ја сам старински ормар ТВ филм   | Берта                                                       |          |          |          |          |
| 1986.    | Штрајк у ткаоници ћилима ТВ филм | /                                                           |          |          |          |          |

## Награде
- Медаља заслуга за народ,
- Шестоаприлска награду града Сарајева,
- Сребрна колајна на XIII Фестивалу монодраме и пантомиме у Земуну 12. јуна 1980,
- Републиичка награда Златно коло за ширење уметности и културе у БиХ 1989. године поводом 30. одишњице уметничког рада.